# Nabemono

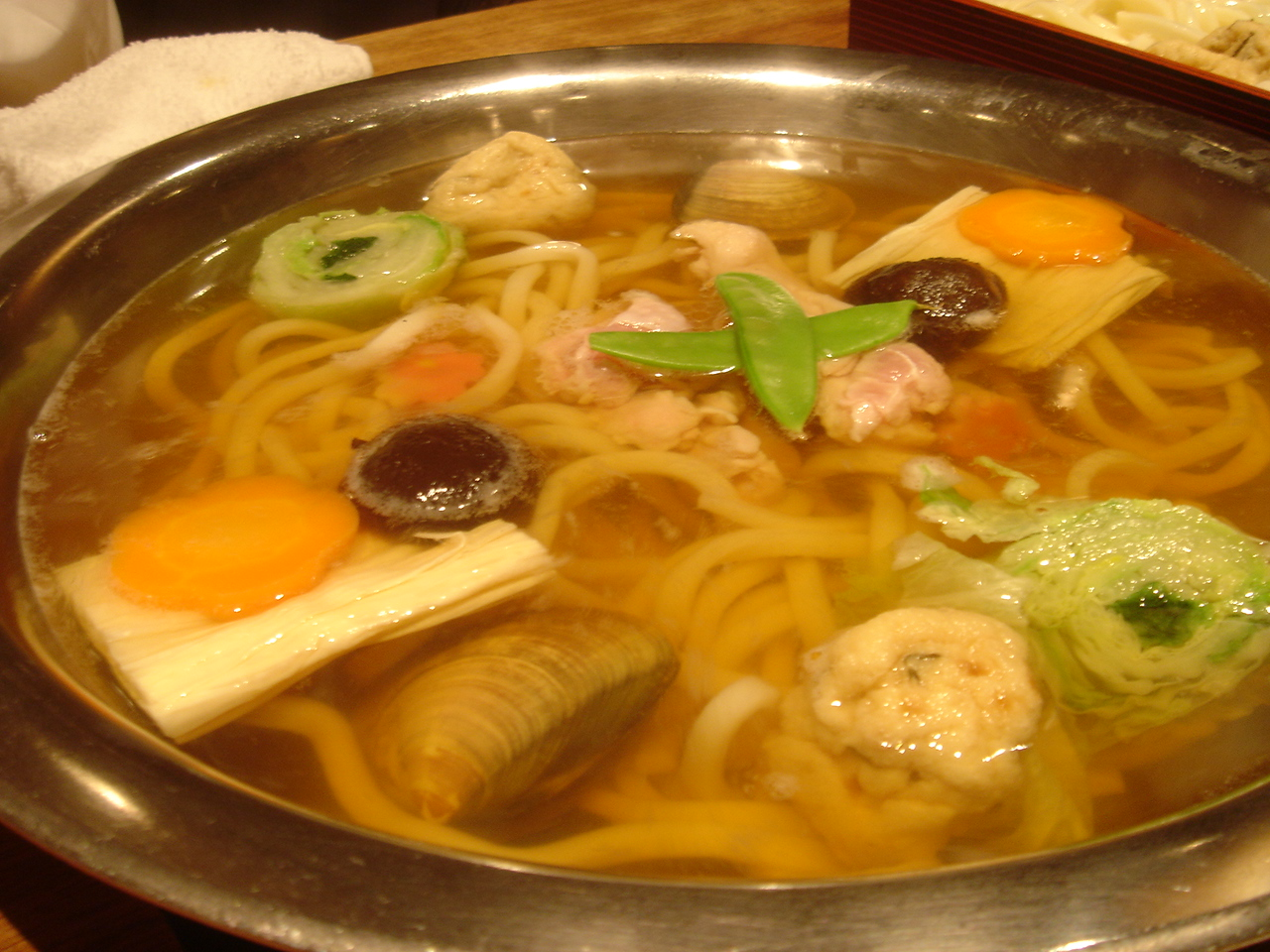
Udon suki

Nabemono (鍋物, なべ, nabe "nồi nấu" + mono "vật"), hay đơn giản là nabe, là một loạt các món lẩu Nhật Bản, còn được gọi là một món lẩu  và "những thứ trong nồi".

## Mô tả
Hầu hết các món nabemono là món hầm và súp được phục vụ trong mùa lạnh. Ở Nhật Bản hiện đại, nabemono được giữ nóng tại bàn ăn bằng bếp lò di động. Các món ăn thường được nấu tại bàn, và thực khách có thể chọn các thành phần nấu chín mà họ muốn từ nồi. Nó hoặc được ăn với nước dùng hoặc nhúng. Thành phần hơn nữa cũng có thể được thêm liên tiếp vào nồi.
Có hai loại nabemono ở Nhật Bản: loại có hương vị nhẹ (chủ yếu là kombu) như yudōfu (湯豆腐) và mizutaki (炊), ăn với nước chấm (tare) để thưởng thức hương vị của các thành phần; và có hương vị mạnh, thường là với miso, nước tương, dashi, và/hoặc các loại đậu nành ngọt như yosenabe (寄鍋), oden (で), và sukiyaki (き焼き), ăn mà không cần thêm hương vị.
Các nồi được làm theo cách truyền thống bằng đất sét (donabe) hoặc gang dày (鍋, tetsunabe). Nồi đất sét có thể giữ ấm trong một thời gian sau khi được tắt lửa, trong khi nồi gang phân phối nhiệt đều và thích hợp hơn cho sukiyaki. Bình thường được đặt ở trung tâm của bàn ăn và được chia sẻ bởi nhiều người. Đây được coi là cách ăn uống hòa đồng nhất với bạn bè và gia đình.

## Phiên bản
- Chankonabe (ちゃん): ban đầu chỉ được phục vụ cho các đô vật Sumo. Chankonabe được phục vụ với nhiều thành phần hơn các nabemono khác, vì nó được phát triển để giúp các đô vật sumo tăng cân. Nhiều công thức nấu ăn tồn tại nhưng thường chứa thịt viên, thịt gà, rau như cải thảo và udon.
- Motsunabe (もつ鍋): thực hiện với thịt bò hoặc thịt lợn sau giết mổ, ban đầu là một ẩm thực địa phương của Fukuoka nhưng phổ biến rộng rãi trên toàn quốc trong những năm 1990 vì hương vị của nó và giá cả hợp lý. [cần dẫn nguồn]  Các thành phần của motsunabe khác nhau tùy theo từng nhà hàng, nhưng nó là điển hình để luộc thịt bò tươi với bắp cải và hẹ tỏi. Sau khi ăn nội tạng và rau, phần còn lại của súp được sử dụng để nấu mì champon. Các loại bột súp chủ yếu là nước tương hoặc miso.
- Oden: một số thành phần như trứng luộc, daikon, konjac và bánh cá chế biến được hầm trong nước dùng dashi nhẹ, có vị đậu nành. Karashi (mù tạt Nhật Bản) thường được sử dụng làm gia vị.
- Shabu-shabu: thịt và rau thái lát mỏng được luộc trong nồi ở bàn ăn và ăn với nước chấm.
- Sukiyaki: thịt bò thái mỏng, đậu phụ, rau và mì tinh bột được hầm trong shouyu ngọt và ăn với một quả trứng nhúng.
- Yosenabe: Yose (寄) có nghĩa là "ghép lại", ngụ ý rằng tất cả mọi thứ (ví dụ: thịt, hải sản, trứng, đậu phụ và rau) được nấu chung trong một cái nồi. Yosenabe thường dựa trên nước dùng được làm bằng hương vị miso hoặc nước tương.
- Yudofu: đậu phụ được ninh nhừ trong kho kombu và ăn kèm với ponzu và các loại gia vị khác nhau.

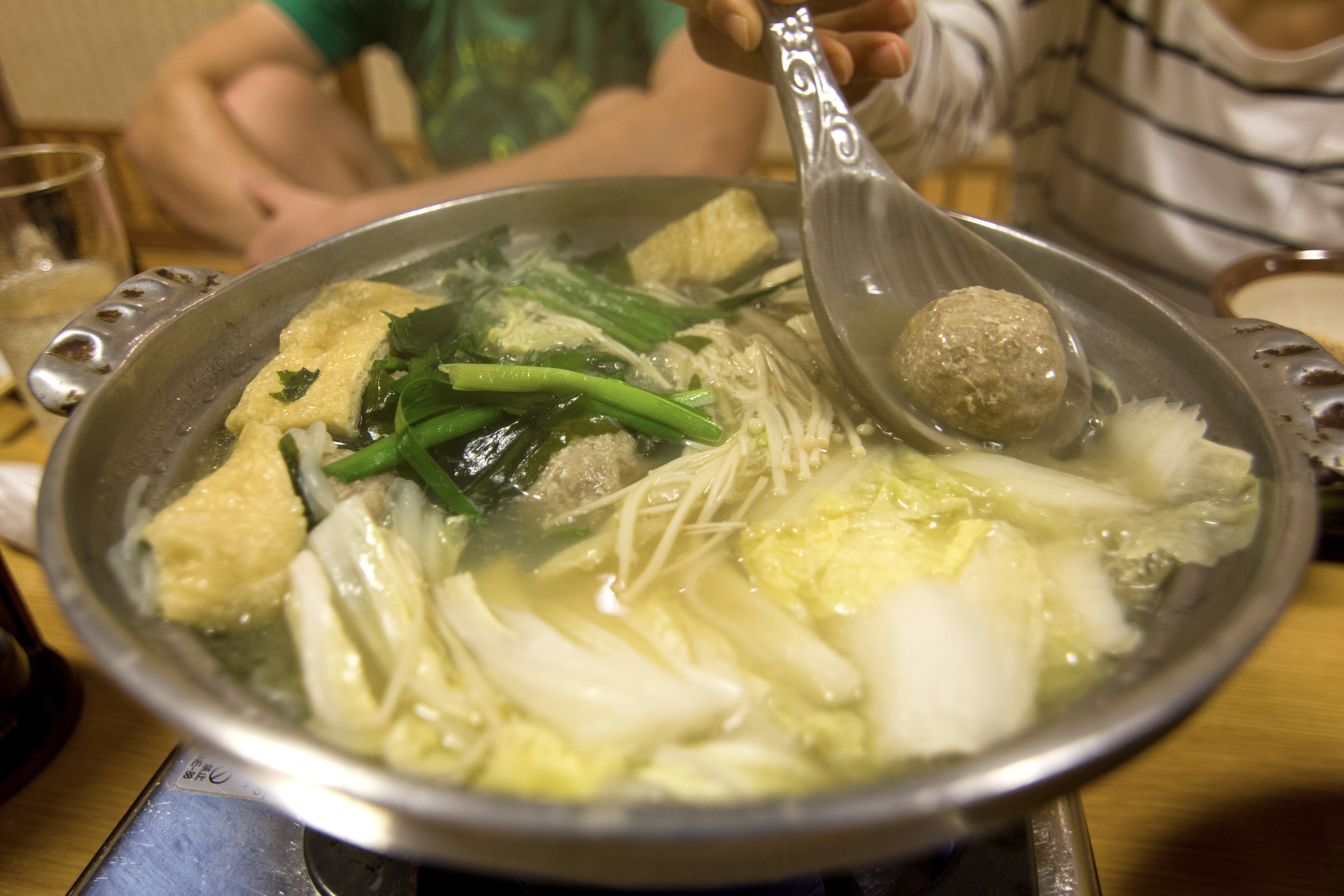
Chankonabe
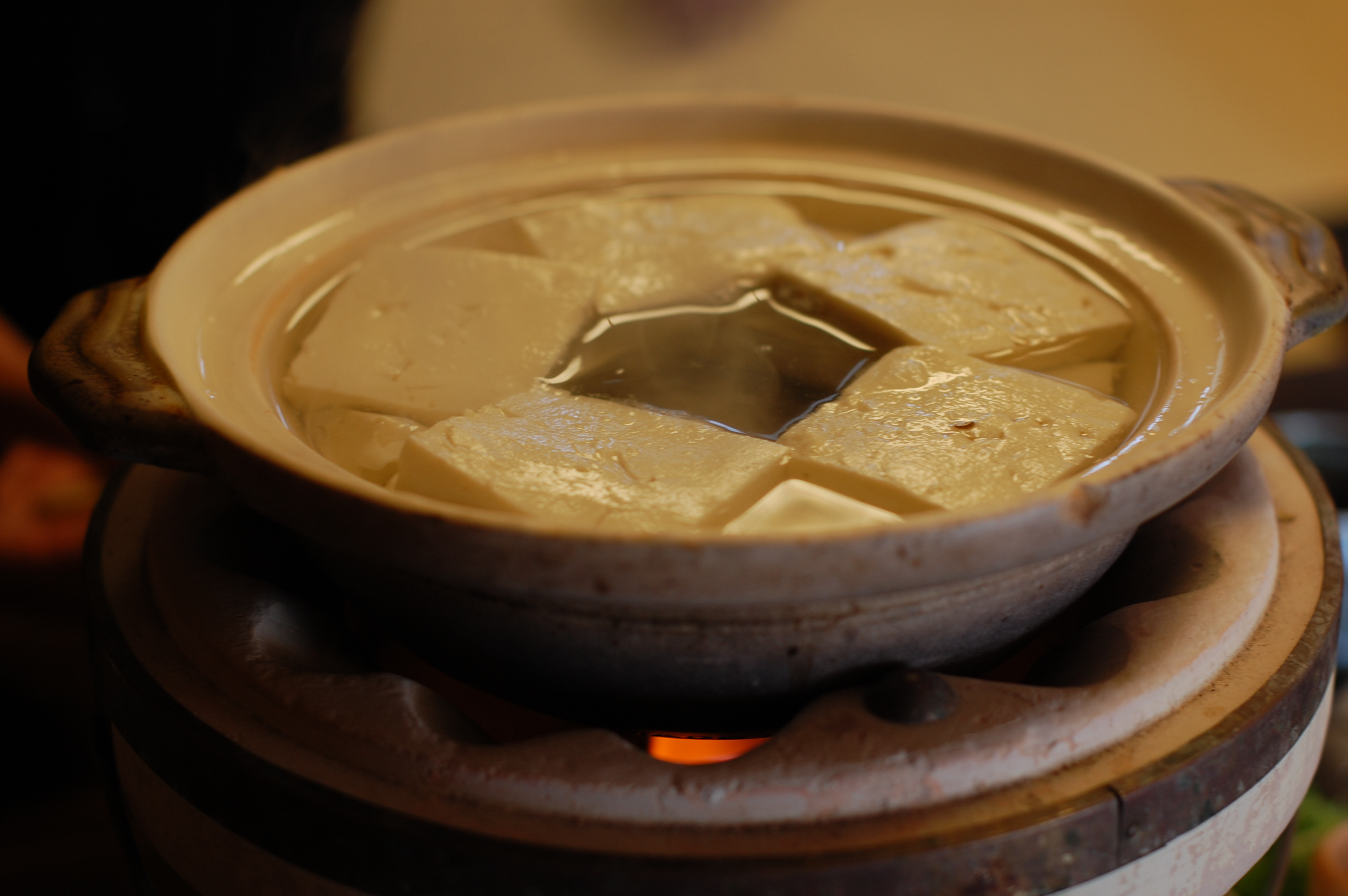
Yudofu
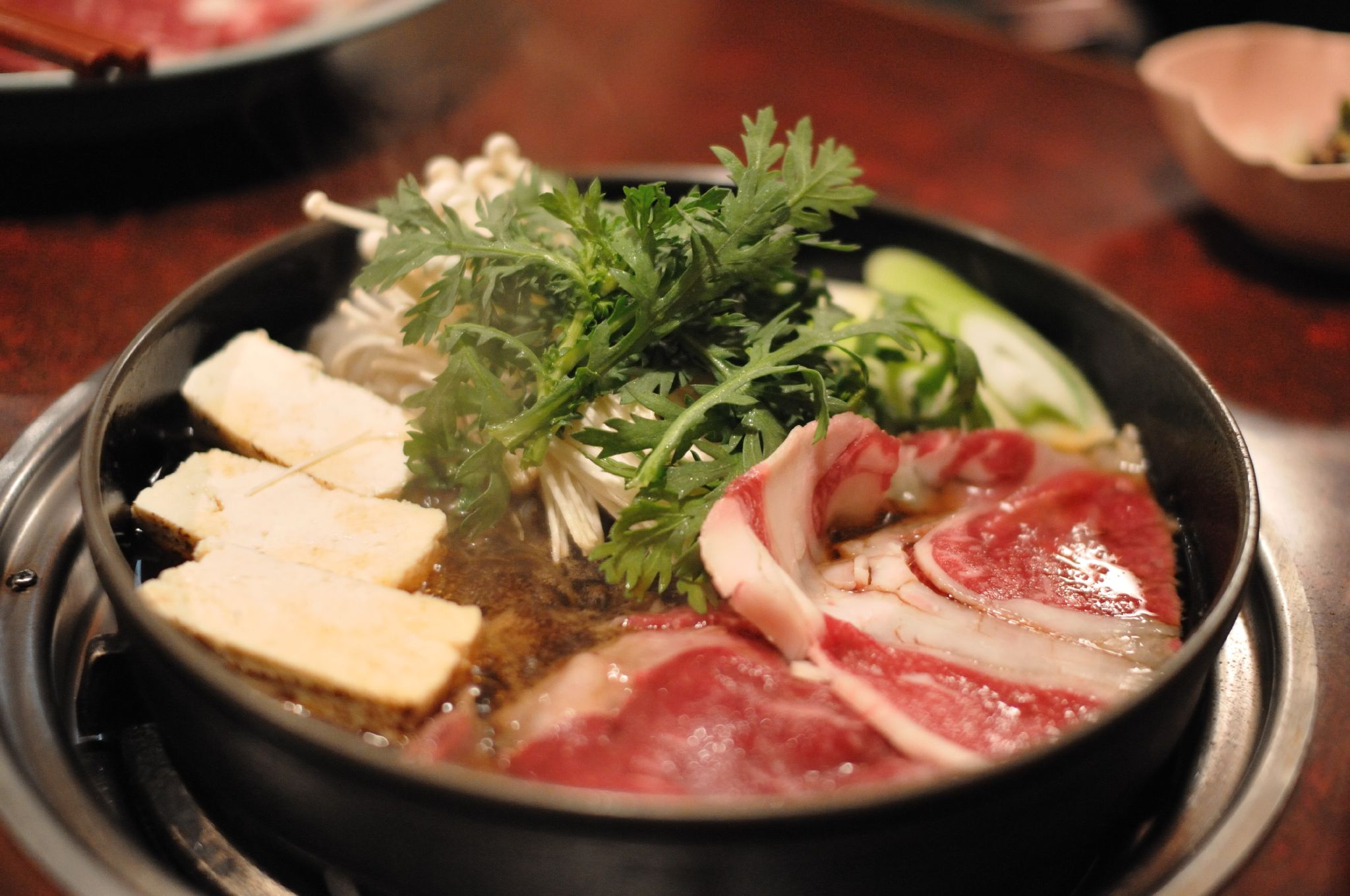
Sukiyaki
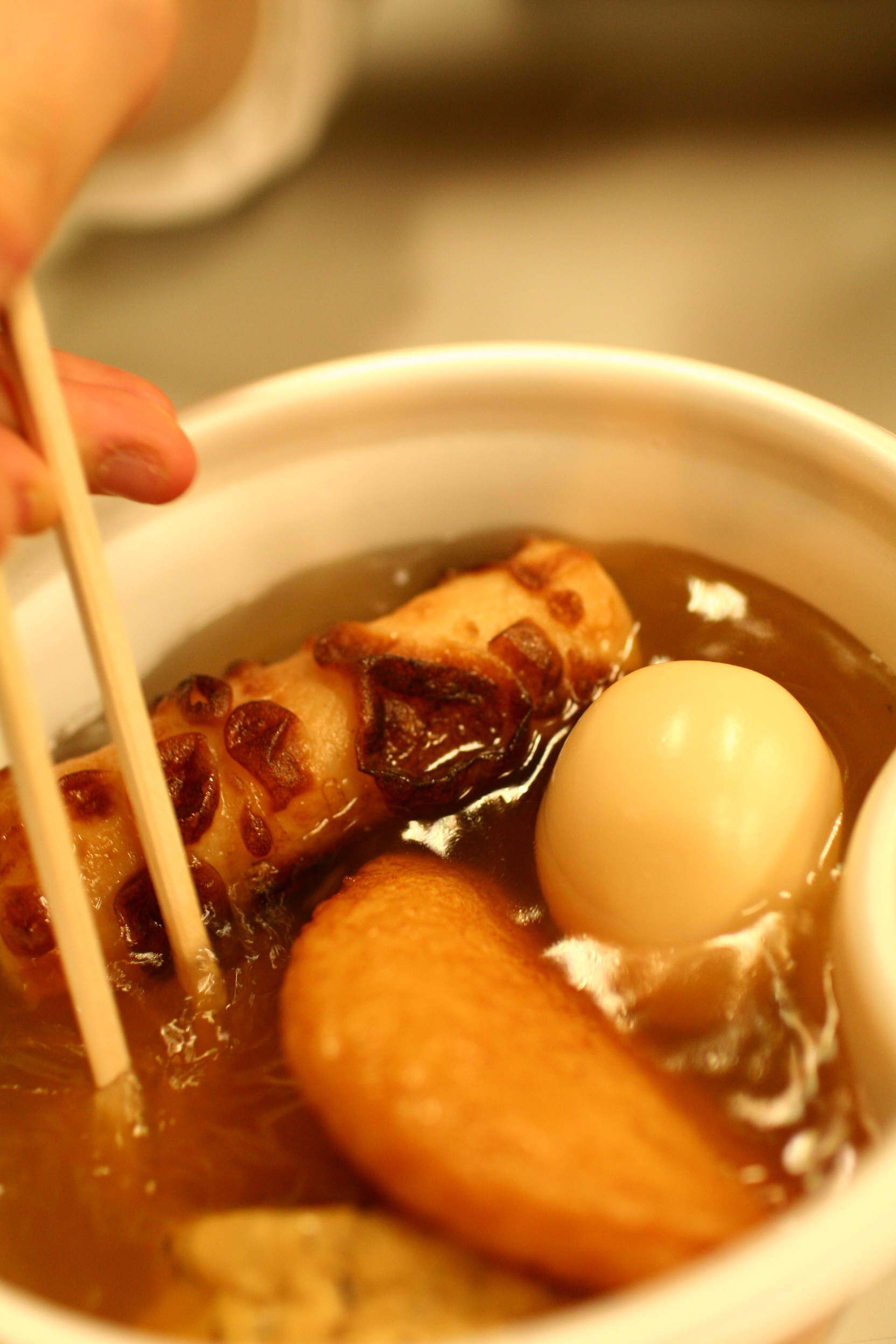
Oden
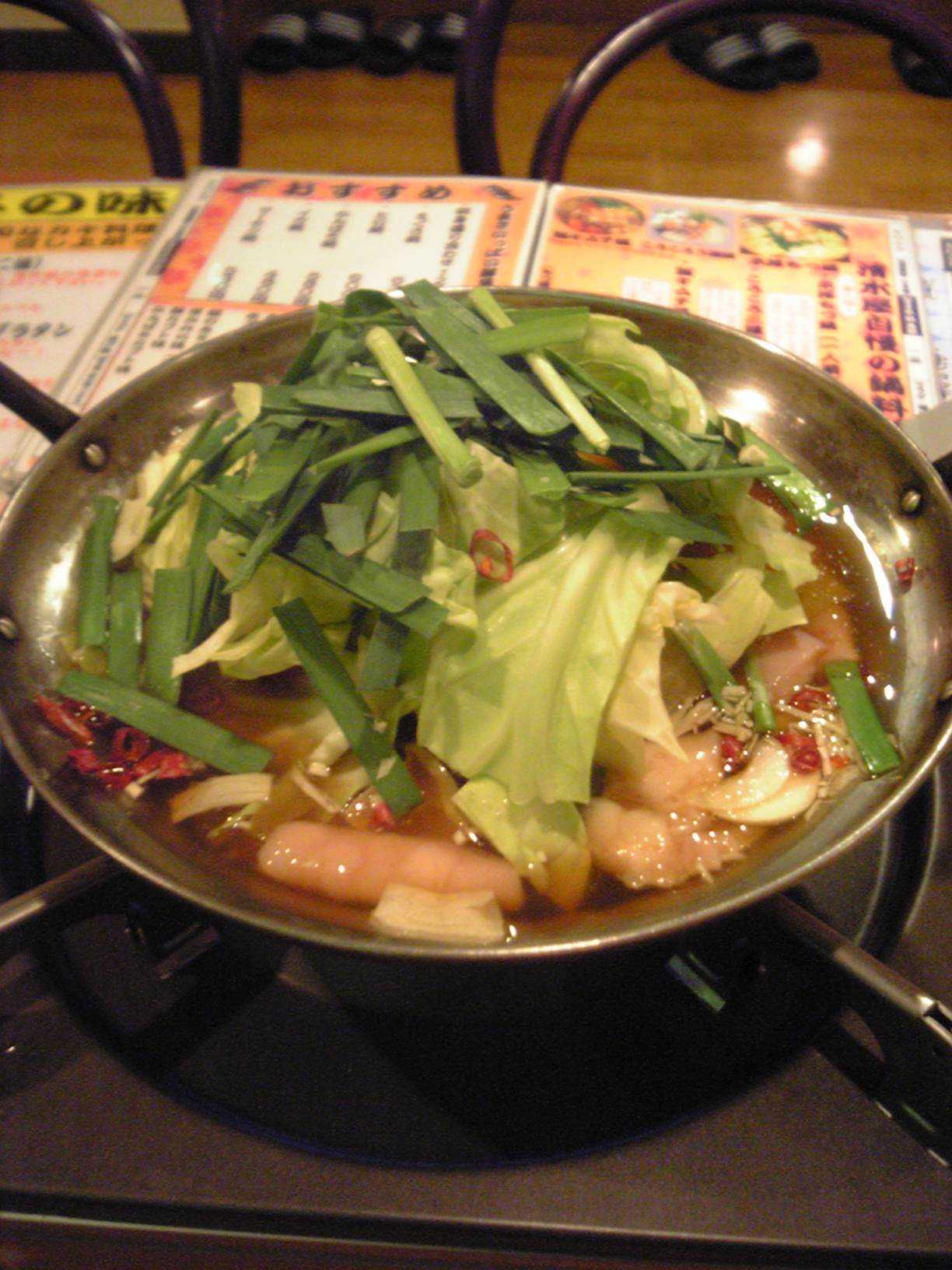
Motsunabe

### Biến thể khu vực
Có rất nhiều loại nabemono trong khu vực ở Nhật Bản, trong đó có các loại thực phẩm đặc sản của vùng như cá hồi ở Hokkaido và hàu ở Hiroshima. Đây là vài ví dụ:
- Hokkaido
  - Ishikari-nabe: cá hồi hầm trong nước dùng miso với rau. Thành phần tiêu biểu bao gồm daikon, đậu phụ, konjac, bắp cải Trung Quốc, khoai tây, hành tây xứ Wales, shungiku, nấm shiitake và bơ.[cần dẫn nguồn]
- Vùng Tōhoku
  - Kiritampo-nabe: Kiritanpo (cơm đập, xiên và nướng) hầm trong nước dùng với thịt gà, ngưu bàng, rau mùi tây Nhật Bản, hành tây xứ Wales và konjac. Đặc sản của tỉnh Akita.[cần dẫn nguồn]
- Vùng Kanto
  - Hōtō-nabe: một đặc sản của Yamanashi. Hōtō (một loại udon) hầm trong miso với bí đao kabocha, bắp cải Trung Quốc, cà rốt, khoai môn và những thứ tương tự.[cần dẫn nguồn]
- Vùng Chūetsu
  - Momiji-nabe (venison-nabe). Thành phần tiêu biểu: thịt nai, ngưu bàng, nấm shiitake, hành tây xứ Wales, konjac, đậu phụ, rau xanh, hầm trong nước dùng miso.[cần dẫn nguồn]

- Vùng Kansai

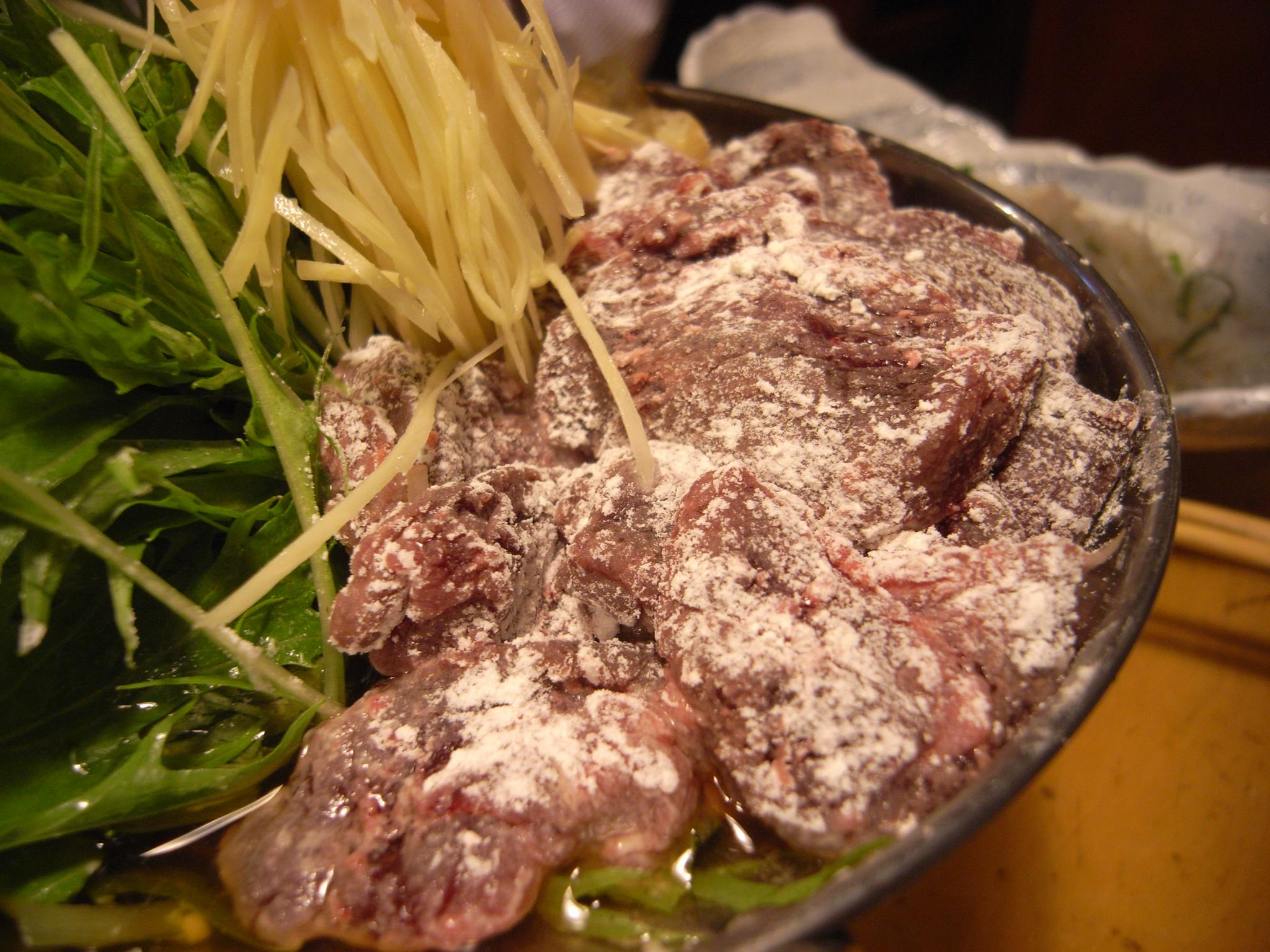
Harihari-nabe

  - Udon-suki: udon hầm trong nước dùng với các thành phần khác nhau.[cần dẫn nguồn]
  - Harihari-nabe: thịt cá voi và mizuna. Đặc sản của Osaka.
- Vùng Chūgoku
  - Fugu-chiri: Những lát fugu hầm trong dashi với các loại rau lá như shungiku và cải thảo, nhúng với ponzu và ăn.[cần dẫn nguồn]
  - Dote-nabe: Hàu và các thành phần khác (điển hình là cải thảo, đậu phụ và tần ô được hầm trong một cái nồi với lớp lót bên trong phủ miso.[cần dẫn nguồn]
- Vùng Shikoku
  - Benkei no najiru: (na có nghĩa là rau xanh, và jiru có nghĩa là súp). Các thành phần: vịt, thịt lợn rừng, thịt gà, thịt bò, thịt lợn, củ cải daikon, cà rốt, mizuna (một loại bắp cải Trung Quốc), hiru (một loại hẹ), và bánh bao làm từ kiều mạch và gạo.[cần dẫn nguồn]
- Vùng Kyūshū
  - Mizutaki. Thịt gà và rau được hầm trong một cái kho đơn giản, và ăn với nước chấm như ponzu. Thành phần bao gồm cải thảo, hành tây xứ Wales, nấm shiitake hoặc nấm khác, đậu phụ, shungiku, mì shirataki.[cần dẫn nguồn]

## Nước sốt
Nabemono thường được ăn với nước sốt đôi khi được gọi là tare, nghĩa đen là "nhúng". Một số loại nước sốt có thể được sử dụng với các loại gia vị bổ sung, được gọi là yakumi. Yakumi điển hình bao gồm tỏi nghiền, bơ, ớt đỏ, hỗn hợp ớt đỏ và các loại gia vị khác, vừng rang, hoặc momiji oroshi (hỗn hợp củ cải daikon nghiền và ớt đỏ).
- Ponzu: Ponzu phổ biến được làm từ nước tương và nước ép ép từ một quả cam đắng, rượu sake ngọt và kombu (tảo bẹ).[cần dẫn nguồn]
- Gomadare (sốt mè): Nước sốt mè thường được làm từ mè xay, nước tương, tảo bẹ, rượu sake và đường.[cần dẫn nguồn]
- Trứng sống đánh bông: Thường được sử dụng làm nước sốt cho sukiyaki.[cần dẫn nguồn]